# Bandeira de Roraima
A bandeira de Roraima é um dos símbolos oficiais do estado de Roraima, no Brasil.

## História
Foi projetada por Mário Barreto, e criada pela lei estadual nº 133 de 14 de junho de 1996, que "Dispõe a adoção de Símbolos do Estado de Roraima, em conformidade com o Art. 10 da Constituição Estadual e dá outras providências".

## Descrição
Seu formato consiste em um retângulo com proporção (largura-comprimento) 14 x 20 módulos ou partes iguais, e seu desenho é dividido em três faixas diagonais no sentido esquerda para direita, e de baixo para cima. As cores das faixas são, respectivamente: azul turquesa, branca e verde bandeira. Próximo à parte inferior da bandeira há uma faixa vermelha estreita. No centro da bandeira, apoiada sobre a faixa vermelha, há uma estrela em ouro com dimensões que extrapolam à da faixa branca central, fazendo referência à Wezen, da constelação do Cão Maior.

## Simbolismo
As principais cores da bandeira (verde, amarelo, azul e branco) são uma representação da integração do estado com o Brasil, separadamente cada cor tem um significado específico:
- O verde representa as densas matas e cerrados;
- O amarelo (na estrela), representa a farta riqueza mineral;
- O branco, a paz; e o azul, o céu e os puros ares de Roraima;
- A fina faixa vermelha simboliza a linha do equador;
- A estrela amarela representa Wezen, estrela da constelação de Cão Maior, que na bandeira nacional representa o estado de Roraima.

## Outras bandeiras

Desenho descritivo da bandeira, tal como apresenta no anexo da lei nº 133.
Antiga bandeira do Território Federal de Roraima (até 1990).